# Book of Dreams (Steve Miller Band)
Book of Dreams è il decimo album della Steve Miller Band, pubblicato dalla Capitol Records nel 1977. Il disco fu registrato tra il 1976 ed il 1977 al CBS Studios di San Francisco (California).

## Tracce
Lato A
1. Threshold – 1:05 (Steve Miller (o) Steve Miller, Byron Allred)
2. Jet Airliner – 4:25 (Paul Pena)
3. Winter Time – 3:10 (Steve Miller)
4. Swingtown – 3:54 (Steve Miller, Chris McCarty)
5. True Fine Love – 2:37 (Steve Miller)
6. Wish Upon a Star – 3:39 (Steve Miller)

Lato B
1. Jungle Love – 3:10 (Lonnie Turner, Greg Douglas)
2. Electro Lux Imbroglio – 0:55 (Steve Miller)
3. Sacrifice – 5:17 (Curley Cook, Les Dudek)
4. The Stake – 3:56 (David Denny)
5. My Own Space – 3:00 (Jason Cooper, Bob Winkelman)
6. Babes in the Wood – 2:40 (Steve Miller)

## Musicisti
- Steve Miller – voce, chitarra, sintetizzatore, sitar
- Greg Douglas – slide guitar
- David Denny – chitarra ritmica
- Byron Allred – pianoforte, sintetizzatore
- Lonnie Turner – basso
- Gary Mallaber – batteria, percussioni

Altri musicisti 
- Bob Glaub – basso (brano : A3)
- Charles Calamise – basso (brano : B3)
- Kenny Johnson – batteria (brano : B3)
- Norton Buffalo – armonica (brani : A3 & B4)
- Curley Cook – chitarra acustica (brano : B3)
- Les Dudek – chitarra solista (brano : B3)
- Joachim Young – pianoforte (brano : B3)